# Hendrik II van Gronsveld
Hendrik II van Gronsveld burggraaf van Limburg, heer van Gronsveld 1386-1404 en heer van Heyden 1382-1404 (ca. 1335-1404) was een zoon van  Hendrik I van Gronsveld ridder en burggraaf van Limburg in 1326 (ca. 1296 - ca. 1350) en Mechtilde van de Bongart vrouw van Heyden (ca. 1302-).
Hij trouwde (1) ca. 1365 met Margaretha van Printhagen (ca. 1333 - ca. 1380). trouwde (2) op 21 september 1382 met Johanna Scheiffart van Merode erfvrouwe van Rimburg (1343-). Hij erfde al de bezittingen van zijn broer Jan die in 1386 door Reinoud II van Schoonvorst vermoord werd in Aken. Hendrik bewoonde het Kasteel van Gronsveld.
 Uit zijn 2 huwelijken werd geboren:
- Metza van Gronsveld (1362-) erfvrouwe van Heyden. Zij trouwde in 1382 met Christian van Merode (1350-1429) heer van Heiden van 1404 tot 1429 en drost van Herzogenrath. Hij was een zoon van Werner van Merode (1320-1377) heer van Rimburg en Adelaide d’Argenteau.
- Johan III van Gronsveld domheer van de Dom van Aken (ca. 1367-1413)
- Hendrik III (Henri) van Gronsveld ridder en heer van Rimburg (1368-)
- Jutta van Bruchhausen (ca. 1378-)
- Aleid van Gronsveld (ca. 1380-) trouwde met Johan (Jan) Schellaert van Obbendorf ridder, hofmeester van de hertog en heer van Gürzenich en heer van Schinnen 1403-1450 (ca. 1375-). Hij was een zoon van Johan (Jan) Schellaert van Obbendorf heer van Gürzenich, Schinnen en Geysteren (1332 - na 1403) en Bela (Beatrix) van Vercken (ca. 1340 - na 1403). Johan II was weduwnaar van Agnes van Vlodrop (ca. 1380-voor 1410) bij wie hij verkreeg: 1.) Reinalt Schellart van Obbendorf heer van Schinnen (ca. 1410-)
- Werner de Oudere van Gronsveld heer van Gronsveld 1401-1472 (ca. 1383-1472)
- Wilhelmine van Gronsveld (ca. 1389-)